# Kirill Gennadjewitsch Prigoda
Kirill Gennadjewitsch Prigoda (russisch Кирилл Геннадьевич Пригода; * 29. Dezember 1995 in Sankt Petersburg) ist ein russischer Schwimmer und mehrfacher Weltmeister (2016–2025).

## Erfolge

### Olympische Spiele
Bei den Olympischen Spielen 2016 in Rio de Janeiro belegte Prigoda den 20. Platz.

### Weltmeisterschaften
Bei den Weltmeisterschaften 2015 in Kasan belegte Prigoda den 7. Platz über 100 m Brust und den 5. Platz über 4 × 100 m Lagen. Bei den Weltmeisterschaften 2017 in der ungarischen Hauptstadt Budapest gewann Prigoda zwei Bronzemedaillen (100 m Brust und 4 × 100-m-Lagenstaffel). Beim Wettbewerb 50 m Brust belegte er den 7. Platz.
Bei den Kurzbahnweltmeisterschaften 2014 in Doha (Katar) gewann er die Bronzemedaille über 200 m Brust. Bei den Kurzbahnweltmeisterschaften 2016 in Windsor (Kanada) wurde er Weltmeister über 4 × 50 m Lagen und über 4 × 100 m Lagen. Bei den Kurzbahnweltmeisterschaften 2018 in Hangzhou (Volksrepublik China) wurde er Weltmeister über 200 m Brust (Weltrekord mit 2:00,16 min) und gewann die Silbermedaille über 4 × 100 m Lagen.
Bei den Kurzbahnweltmeisterschaften 2024 in Budapest gewann Prigoda mit der Staffel als Team Independent Athletes drei Goldmedaillen und wurde Vizeweltmeister über alle drei Rückenstrecken.
Bei den Weltmeisterschaften 2025 in Singapur wurde er für Neutral Athlets startend Weltmeister mit der 4-Mal-100-Meter-Lagen-Mixed-Staffel.

### Europameisterschaften
Bei den Europameisterschaften 2014 in Berlin belegte Prigoda den 8. Platz über 200 Meter Brust. Bei den Kurzbahneuropameisterschaften 2017 in der dänischen Hauptstadt Kopenhagen gewann er eine Silbermedaille über 50 m Brust, eine Bronzemedaille über 100 m Brust, eine Goldmedaille über 200 m Brust und eine Goldmedaille über 4 × 50 m Lagen. Bei den Europameisterschaften 2018 in Glasgow belegte er den 4. Platz über 50 m Brust, den 4. Platz über 100 m Brust und den 5. Platz über 200 m Brust.

### Universiaden
Bei der Sommer-Universiade 2015 in der südkoreanischen Stadt Gwangju gewann er eine Bronzemedaille mit dem russischen Team über 4 × 100 m Lagen.

### Russische Meisterschaften
Prigoda wurde 2014 (50 m Brust, 4 × 50 m Lagen und 4 × 100 m Lagen) und 2016 (50 m Brust und 4 × 100 m Lagen) russischer Meister. 2016 belegte Prigoda bei den russischen Meisterschaften den 2. Platz über 100 m Brust, den 3. Platz über 200 m Brust und den 2. Platz über 50 m Brust.

## Persönliche Bestzeiten
(Stand: Dezember 2018)
| Bahn     | Strecke     | Zeit    | Datum             | Ort      | Veranstaltung                    |
| -------- | ----------- | ------- | ----------------- | -------- | -------------------------------- |
| Langbahn | 50 m Brust  | 26,85   | 26. Juli 2017     | Budapest | Schwimmweltmeisterschaften 2017  |
| Langbahn | 100 m Brust | 59,05   | 25. Juli 2017     | Budapest | Schwimmweltmeisterschaften 2017  |
| Langbahn | 200 m Brust | 2:08,11 | 10. April 2017    | Moskau   |                                  |
| Kurzbahn | 50 m Brust  | 25,95   | 6. Dezember 2014  | Windsor  |                                  |
| Kurzbahn | 100 m Brust | 56,63   | 31. August 2016   | Berlin   |                                  |
| Kurzbahn | 200 m Brust | 2:02,38 | 5. Dezember 2014  | Doha     | Kurzbahnweltmeisterschaften 2014 |
| Kurzbahn | 200 m Brust | 2:00,16 | 13. Dezember 2018 | Hangzhou | Kurzbahnweltmeisterschaften 2018 |

## Privates
Prigodas Eltern sind ebenfalls Schwimmsportler. Sein Vater Gennadi Prigoda gewann zwei olympische Silbermedaillen und war zwei Mal Europameister. Seine Mutter Jelena Wolkowa gewann bei den Weltmeisterschaften 1991 in Perth die Goldmedaille über 200 m Brust.
Prigoda studiert an der Polytechnischen Peter-der-Große-Universität Sankt Petersburg.